# Шурчанов Валентин Сергійович
Валентин Сергійович Шурчанов (19 січня 1947, село Старі Шальтями Канаського району, тепер Чувашія, Російська Федерація — 18 грудня 2020, місто Москва, Російська Федерація) — радянський діяч, 1-й секретар Чуваського республіканського комітету КПРС. Член Центральної контрольної комісії КПРС у 1990—1991 роках. Народний депутат Чуваської АРСР. Член Ради Федерації Російської Федерації (1994—1999); депутат Державної думи Російської Федерації III-го, V-го, VI-го та VII-го скликань (1999—2003 і 2007—2020), член фракції КПРФ. Голова Державної Ради Чуваської Республіки (1994—1998). Головний редактор газети «Правда» (2005—2009). Член Президії ЦК КПРФ (1997—2020), секретар ЦК КПРФ (2009—2013).

## Життєпис
Народився в родині вчителя, мати працювала в колгоспі.
У 1963—1965 роках — електромонтер Чебоксарського бавовняного комбінату.
У 1964 році закінчив Чебоксарський енергетичний технікум Чуваської АРСР.
У 1965—1966 роках — старший електромонтер контори «Міськсвітло» у місті Владивостоці, механік-енергетик будівельного управління № 3 Владивостоцького тресту «Оброббуд». 
З 1966 по 1968 рік служив у Радянській армії на острові Сахалін.
Член КПРС з 1968 року.
У 1969—1972 роках — інженер-електрик Канаського заводу автозапчастин Чуваської АРСР.
З 1972 року — секретар комітету комсомолу Чуваського державного університету імені І. М. Ульянова.
У 1975 році закінчив Чуваський державний університет імені І. М. Ульянова.
У 1975—1982 роках — заступник секретаря партійного комітету Чуваського державного університету імені І. М. Ульянова; завідувач відділу Калінінського районного комітету КПРС міста Чебоксари; знову заступник секретаря партійного комітету Чуваського державного університету імені І. М. Ульянова.
У 1982 році закінчив Горьковську Вищу партійну школу.
У 1982—1986 роках — інструктор, помічник першого секретаря Чуваського обласного комітету КПРС.
У 1986—1987 роках — 1-й секретар Шумерлинського міського комітету КПРС Чуваської АРСР.
У 1987—1988 роках — інструктор відділу організаційно-партійної роботи ЦК КПРС.
У 1988 — травні 1990 року — секретар Чуваського обласного комітету КПРС. У травні — 2 червня 1990 року — 2-й секретар Чуваського обласного комітету КПРС.
2 червня 1990 — 23 серпня 1991 року — 1-й секретар Чуваського республіканського комітету КПРС.
Після заборони компартії у листопаді 1991 року очолив представництво Асоціації економічної взаємодії поволзьких республік та областей «Велика Волга» у Чувашії.
У 1992 році обраний співголовою Об'єднання комуністів Чувашії, що увійшов до Комуністичної партії Російської Федерації (КПРФ). З 1993 року — 1-й секретар Чуваського республіканського комітету КПРФ.
У червні 1994 року обраний депутатом Державної Ради Чуваської Республіки. У 1994—1998 роках — голова Державної Ради Чуваської Республіки.
У грудні 1995 року обраний депутатом Державної Думи II скликання за списком КПРФ, але від мандату відмовився. З 1994 по 1998 рік за посадою входив до Ради Федерації, був членом Комітету з бюджету, податкової політики, фінансового, валютного та митного регулювання, банківської діяльності.
З 1998 року працював політичним оглядачем газети «Советская Россия» в Чувашії. 
З 20 квітня 1997 року — член Президії ЦК КПРФ.
У грудні 1999 року обраний депутатом Державної думи III скликання по Канаському одномандатному виборчому округу № 32 Чуваської Республіки, висувався виборчим об'єднанням КПРФ, у Державній Думі був членом фракції КПРФ, заступником голови Комітету у справах Федерації та регіональної політики.
21 лютого 2005 року був призначений головним редактором газети КПРФ «Правда», цю посаду обіймав до березня 2009 року.
У 2005 році закінчив Російську академію державної служби при президентові Російської Федерації.
2 грудня 2007 обраний депутатом Державної думи V скликання у складі федерального списку кандидатів, висунутого КПРФ.
З 28 березня 2009 року по 24 лютого 2013 року — секретар Центрального комітету КПРФ, займався питаннями формування депутатської вертикалі.
4 грудня 2011 року обраний депутатом Державної Думи VI скликання від КПРФ. Увійшов до думського комітету з федеративного устрою та питань місцевого самоврядування, потім обраний першим заступником голови думського Комітету з інформаційної політики, інформаційних технологій та зв'язку.
У 2016 році обраний депутатами Державної Думи РФ VII скликання за регіональним списком КПРФ (Чувашія, Мордовія, Марій Ел). 
Помер 18 грудня 2020 року в Москві після того, як перехворів на коронавірусну інфекцію. Похований на алеї почесних поховань на цвинтарі № 5 у Чебоксарах.

## Нагороди та відзнаки
- пам'ятна медаль «100-річчя утворення Чуваської автономної області» (2020)
- медаль «Міжпарламентська асамблея СНД. 25 років» (27.03.2017)
- медалі